# Eine Nacht bei McCool’s
Eine Nacht bei McCool’s (One Night at McCool’s) ist eine US-amerikanische Kriminalkomödie von Harald Zwart aus dem Jahr 2001.

## Handlung
In „Eine Nacht bei McCool’s“ wird die gleiche Geschichte aus der Sicht von drei Männern und in vielen Rückblenden erzählt:
Bei den drei Männern handelt es sich um den Barmann Randy, seinen Cousin, den Anwalt Carl Harding und einen Polizisten namens Dehling. Alle drei verlieben sich im Verlauf der Geschichte in dieselbe Frau.
Randy ist ein armer Barmann, der im Haus seiner verstorbenen Mutter lebt und in der Nacht im „McCool`s“ hinter der Theke steht. In einer dieser Nächte lernt er die überaus attraktive Jewel Valentine kennen. Diese wird auf dem Parkplatz von ihrem Lebensgefährten, einem brutalen Rocker namens Utah, angegangen. Randy mischt sich ein und nimmt Jewel auf ihren Wunsch mit zu sich nach Hause. An dieser Stelle deutet sich für den Zuschauer bereits an, dass Jewel nicht ganz ehrlich ist und einen Plan verfolgt. In seiner Wohnung verführt sie Randy und es kommt zu sexuellen Handlungen. Danach gesteht sie ihm, dass sie und ihr Partner „dieses Ding“ durchziehen – dass die Situation nämlich gestellt war, und sie ihren Freund nun normalerweise anrufen würde, damit er Randy in seinem Haus ausraubt. Nun habe sie sich aber ihn in verliebt, so dass es ihr unmöglich sei, wie geplant vorzugehen. Einige Stunden später trifft Utah ein, bedroht Randy mit einem Revolver, zwingt diesem mit ihm zur Bar zu fahren, und wird dort von Jewel erschossen. Später rufen die beiden die Polizei und machen falsche Angaben zum Tathergang. Fortan wohnt Jewel bei Randy. Dieser muss bald feststellen, dass die junge Frau sofort das Heft in die Hand nimmt, und sowohl sein Haus als auch sein Leben nach ihrer Vorstellung komplett neu einrichten, und in eine Art Puppenstube aus dem Versandhauskatalog verwandeln will. Sie wirft auch die Schneekugeln seiner Mutter in den Müll, obwohl ihm diese viel bedeuten, denn zu Lebzeiten sagte seine Mutter zu ihm, dass „solange wir diese haben, wir nie obdachlos sein werden“.
Der Polizeiermittler Dehling untersucht unterdessen den Mordfall und verliebt sich spontan in Valentine, in der er eine Art Reinkarnation seiner verstorbenen Frau sieht. Auch Randys verheirateter Cousin, der übermäßig von sich selbst eingenommene Anwalt Carl Harding verfällt der schönen Rothaarigen, und versucht alles, um sie für sich zu gewinnen. Nachdem Randy sich zunehmend gegen die Bevormundung seiner neuen Freundin wehrt, die ihn zudem noch in zwei weitere Straftaten verwickelt, von denen eine in einem ungeplanten Mord gipfelt, beginnt Jewel das Trio gegeneinander auszuspielen. So täuscht sie gegenüber dem Ermittler einen Fall häuslicher Gewalt vor, woraufhin Dehling sofort eine einstweilige Verfügung erwirkt, die Randy aus seinem eigenen Haus aussperrt. Um kostenlos an juristische Beratung zu kommen, beginnt sie zudem eine sado-masochistische Affäre mit dessen Cousin.
In seiner Verzweiflung beschließt Randy den Killer Burmeister anzuheuern, um Jewel töten zu lassen.
In einem turbulenten Finale treffen alle fünf genannten Protagonisten in Randys Haus aufeinander. Zu allem Überfluss taucht plötzlich auch noch Utahs psychopathischer und schwerbewaffneter Bruder auf. Es kommt zu einer Schießerei, in deren Verlauf Utahs Bruder und Dehling getötet werden. Carl kann zunächst entkommen, wird aber kurz darauf von einem herunterfallenden Safe erschlagen. Jewel brennt mit Burmeister durch, gibt Randy aber vorher noch symbolisch das Haus zurück, indem sie ihm eine der unversehrt gebliebenen Schneekugeln auf die Türschwelle legt.

## Kritiken
Das Lexikon des internationalen Films sieht in Eine Nacht bei McCool's eine „moderne Variation des klassischen Femme fatale-Themas“, die „mit ironischem Witz […] das Geschehen einer Nacht in drei Rückblenden erzählt und entsprechend den verschiedenen Wunschvorstellungen der Männer unterschiedliche ästhetische Mittel verwendet.“
Nach Ansicht von Filmkritiker Roger Ebert funktioniere die Komödie nicht ganz. Sie sei derart mit ihrer Struktur beschäftigt, dass der Zuschauer sich mit den Charakteren nicht identifizieren könne. Die Darsteller würden „gute Arbeit“ leisten.
Olaf Schneekloth schreibt auf CountryMusicNews.de: „Schwarze, intelligent erzählte Krimikomödie mit Top-Besetzung. Wer Verrückt nach Mary mochte, wird Eine Nacht bei McCool's lieben. Reba McEntires Rolle als Psychotherapeutin ist zwar nur kurz, aber bissig.“

## Hintergrund
Der Film wurde in Kalifornien, darunter in Los Angeles, gedreht. Er spielte in den Kinos der USA ca. 6,3 Millionen US-Dollar ein.
Der Film wurde am 3. Juli 2001 auf dem norwegischen Filmquart Film Festival gezeigt. Am 10. Juli 2001 zeigte man ihn auf dem Internationalen Filmfestival in Karlovy Vary.